# Linia Sokolniczeskaja
Linia Sokolniczeskaja (ros. Сокольническая), przed 1990 Kirowsko-Frunzenskaja (ros. Кировско-Фрунзенская) – pierwsza linia metra moskiewskiego oddana do użytku 15 maja 1935. Linia ma długość 46,9 km i liczy 27 stacji. Biegnie od północnego wschodu do południowego zachodu miasta. Na mapie oznaczana numerem 1 i czerwonym kolorem.

## Rozwój[1]
| Data                 | Odcinek                                            | Liczba stacji | Długość |
| -------------------- | -------------------------------------------------- | ------------- | ------- |
| 15 maja 1935         | Sokolniki – Park Kultury                           | 10            | 8,4 km  |
| 1 maja 1957          | Park Kultury – Sportiwnaja                         | 2             | 2,5 km  |
| 12 stycznia 1959     | Sportiwnaja – Uniwiersitiet                        | 2             | 4,5 km  |
| 30 grudnia 1963      | Uniwiersitiet – Jugo-Zapadnaja                     | 2             | 4,5 km  |
| 31 grudnia 1965      | Sokolniki – Prieobrażenskaja płoszczad´            | 1             | 2,5 km  |
| 20 października 1983 | Worobjowy Gory (zamknięcie)                        | -1            | –       |
| 1 sierpnia 1990      | Prieobrażenskaja płoszczad´ – Bulwar Rokossowskogo | 2             | 3,8 km  |
| 14 grudnia 2002      | Worobjowy Gory (ponowne otwarcie)                  | 1             | –       |
| 8 grudnia 2014       | Jugo-Zapadnaja – Tropariowo                        | 1             | 2,2 km  |
| 18 stycznia 2016     | Tropariowo – Rumiancewo                            | 1             | 2,5 km  |
| 15 lutego 2016       | Rumiancewo – Sałarjewo                             | 1             | 1,8 km  |
| 20 czerwca 2019      | Sałarjewo – Nowomoskowskaja                        | 4             | 11,6 km |
| 5 września 2024      | Nowomoskowskaja – Potapowo                         | 1             | 2,4 km  |
| Łącznie:             | Łącznie:                                           | 27            | 46,9 km |

## Lista stacji
| #  | Nazwa (cyrylica)        | Nazwa (trb. łacińska)       | Otwarcie  | Możliwe przesiadki (linia)                                     | Możliwe przesiadki (stacja)                |
| -- | ----------------------- | --------------------------- | --------- | -------------------------------------------------------------- | ------------------------------------------ |
| 1  | Бульвар Рокоссовского   | Bulwar Rokossowskogo        | 1990      | Moskiewski pierścień centralny                                 | Bulwar Rokossowskogo                       |
| 2  | Черкизовская            | Czerkizowskaja              | 1990      | Moskiewski pierścień centralny                                 | Łokomotiw                                  |
| 3  | Преображенская площадь  | Prieobrażenskaja płoszczad´ | 1965      | –                                                              | –                                          |
| 4  | Сокольники              | Sokolniki                   | 1935      | Bolszaja Kolcewaja Leningradsko-Kazańska                       | Sokolniki Mićkowo                          |
| 5  | Красносельская          | Krasnosielskaja             | 1935      | –                                                              | –                                          |
| 6  | Комсомольская           | Komsomolskaja               | 1935      | Kolcewaja Kursko-Riżska Kałużsko-Niżegorodska                  | Komsomolskaja Płoszczad´ trioch wokzałow   |
| 7  | Красные ворота          | Krasnyje worota             | 1935      | –                                                              | –                                          |
| 8  | Чистые пруды            | Czistyje prudy              | 1935      | Kałużsko-Riżskaja Lublinsko-Dmitrowskaja                       | Turgieniewskaja Sretenskij Bulwar          |
| 9  | Лубянка                 | Łubianka                    | 1935      | Tagansko-Krasnopriesnienskaja                                  | Kuznieckij most                            |
| 10 | Охотный ряд             | Ochotnyj riad               | 1935      | Zamoskworieckaja Arbatsko-Pokrowskaja                          | Teatralnaja Płoszczad´ Riewolucyi          |
| 11 | Библиотека имени Ленина | Bibliotieka imieni Lenina   | 1935      | Arbatsko-Pokrowskaja Filowskaja Sierpuchowsko-Timiriaziewskaja | Arbatskaja Aleksandrowskij Sad Borowickaja |
| 12 | Кропоткинская           | Kropotkinskaja              | 1935      | –                                                              | –                                          |
| 13 | Парк культуры           | Park Kultury                | 1935      | Kolcewaja                                                      | Park Kultury                               |
| 14 | Фрунзенская             | Frunzienskaja               | 1957      | –                                                              | –                                          |
| 15 | Спортивная              | Sportiwnaja                 | 1957      | Moskiewski pierścień centralny                                 | Łużniki                                    |
| 16 | Воробьёвы Горы          | Worobjowy Gory              | 1959 2002 | –                                                              | –                                          |
| 17 | Университет             | Uniwiersitiet               | 1959      | –                                                              | –                                          |
| 18 | Проспект Вернадского    | Prospiekt Wiernadskogo      | 1963      | Bolszaja Kolcewaja                                             | Prospiekt Wiernadskogo                     |
| 19 | Юго-Западная            | Jugo-Zapadnaja              | 1963      | –                                                              | –                                          |
| 20 | Тропарёво               | Tropariowo                  | 2014      | –                                                              | –                                          |
| 21 | Румянцево               | Rumiancewo                  | 2016      | –                                                              | –                                          |
| 22 | Саларьево               | Sałarjewo                   | 2016      | –                                                              | –                                          |
| 23 | Филатов Луг             | Fiłatow Ług                 | 2019      | –                                                              | –                                          |
| 24 | Прокшино                | Prokszyno                   | 2019      | –                                                              | –                                          |
| 25 | Ольховая                | Olchowaja                   | 2019      | –                                                              | –                                          |
| 26 | Новомосковская          | Nowomoskowskaja             | 2019      | Troickaja                                                      | Nowomoskowskaja                            |
| 27 | Потапово                | Potapowo                    | 2024      | –                                                              | –                                          |